# Kian (Vorname)
Kian ist ein  englischer oder persischer männlicher Vorname, der je nach Herkunft eine unterschiedliche Bedeutung hat.

## Herkunft und Bedeutung
Im englischen Sprachraum fand Kian als anglisierte Variante des irischen Vornamens Cian mit der Bedeutung „lang, andauernd“ Verbreitung.
Im persischen Sprachraum ist Kian (persisch کیان) ein  gebräuchlicher Vorname altpersischer Herkunft mit der Bedeutung „König“.

## Namensträger

### Englischer Name
- Kian Egan (* 1980), irischer Musiker und ehemaliges Mitglied der Boygroup Westlife
- Kian Emadi-Coffin (* 1992), britischer Radrennfahrer

### Persischer Name
- Kian Golpira Ghassem-Abadi (* 1992), deutscher Kickboxer deutsch-iranischer Herkunft
- Kian Soltani (* 1992), österreichischer Cellist iranischer Herkunft